# Pathompol Charoenrattanapirom
Pathompol Charoenrattanapirom (Thai: ปฐมพล เจริญรัตนาภิรมย์, * 21. April 1994 in Bangkok) ist ein thailändischer Fußballspieler.

## Karriere

### Verein
Seine fußballerische Laufbahn begann 2006 in Bangkok am Assumption College Thonburi. Seinen ersten Vertrag unterschrieb er bei Muangthong United. 2012 wurde er als junger Spieler in die vierte Liga, zu Assumption United F.C., ausgeliehen. Für Assumption absolvierte er 32 Spiele und schoss acht Tore. 2013 wurde er ebenfalls zu einem Viertligisten, Nakhon Nayok FC, ausgeliehen. 18 Spiele bestritt er für Nakhon Nayonk und schoss zehn Tore. 2014 wurde er an den Erstligisten Samutsongkhram FC ausgeliehen. In acht Spielen blieb er torlos. Pattaya United, Aufsteiger in die Thai League, verpflichtete ihn 2016. Hier kam er auf dreizehn Spiele, wobei er zwei Tore schoss. 2017 wurde er von Chiangrai United verpflichtet. Hier schoss er zwei Tore in 26 Spielen. Police Tero FC lieh in für von 2018 bis Ende 2020 aus. Ende 2018 stieg er mit Police in die zweite Liga ab. Ein Jahr später gelang als Vizemeister der direkte Wiederaufstieg. Für Police absolvierte er insgesamt 47 Spiele. Zur Rückserie der Saison 2020/21 wechselte er im Dezember 2020 zum Erstligisten BG Pathum United FC. Nach einer überragenden Saison 2020/21 wurde BG am 24. Spieltag mit 19 Punkten Vorsprung thailändischer Fußballmeister. Am 1. September 2021 gewann er mit BG den Thailand Champions Cup. Das Spiel gegen den FA-Cup-Gewinner Chiangrai United im 700th Anniversary Stadium in Chiangmai gewann man mit 1:0. Am Ende der Saison 2021/22 feierte er mit Pathum United die Vizemeisterschaft. Am 6. August 2022 gewann er mit BG zum zweiten Mal den Thailand Champions Cup. Das Spiel gegen Buriram United im 80th Birthday Stadium in Nakhon Ratchasima gewann man mit 3:2. Zu Beginn der Rückrunde 2022/23 wechselte er auf Leihbasis im Dezember 2022 zum ebenfalls in der ersten Liga spielenden Port FC. Für den Hauptstadtverein bestritt er zwölf Erstligaspiele. Nach der Ausleihe wurde er im Sommer 2023 von Port fest unter Vertrag genommen. Nach Ende der Saison 2024/25 wurde sein Vertrag im Sommer 2025 nicht verlängert. Im Juli 2025 wurde er vom Meister und Pokalsieger Buriram United unter Vertrag genommen.

### Nationalmannschaft
Am 3. Juni 2021 gab Charoenrattanapirom sein Debüt für die thailändische A-Nationalmannschaft in der WM-Qualifikation gegen Indonesien (2:2), wo er bis zur 68. Minute auf dem Spielfeld stand und durch Suphanat Mueanta ersetzt wurde. Ein halbes Jahr später gewann er dann mit der Auswahl die Südostasienmeisterschaft in Singapur. Dabei kam er in vier Partien zum Einsatz und erzielte beim 2:0-Sieg in der Gruppenphase gegen Osttimor einen Treffer.

## Erfolge
Chiangrai United
- Thailändischer Pokalsieger: 2017

BG Pathum United FC
- Thailändischer Meister: 2021
- Thailändischer Superpokalsieger: 2021, 2022

Nationalmannschaft
- Südostasienmeister: 2021